# ロゴタイプ (競走馬)
ロゴタイプ（欧字名:Logotype、2010年3月10日 - ）は日本の競走馬・種牡馬。主な勝ち鞍は2012年の朝日杯フューチュリティステークス、2013年の皐月賞、2016年の安田記念。
名前の由来は、文字を組み合わせて個性的な書体に図案化したもの。

## 競走馬時代

### 出自-デビュー前
母・ステレオタイプ（父サンデーサイレンス）は現役時代、芝とダートで走り通算22戦2勝（中央未勝利、地方2勝）。その母スターバレリーナは1993年のローズステークスの勝ち馬。
父・ローエングリンは現役時代48戦10勝、2003年のマイラーズカップでのレースレコード勝ちを含めて重賞4勝を挙げた。G1競走では国内外合わせて18回出走して未勝利だったが、その父は1996年のジャパンカップ、1997年のコロネーションカップ、インターナショナルステークスを含むG1を4勝、当時重賞扱いだったダートのドバイワールドカップも制したシングスピール、母はフランスオークスを含むG1を2勝を挙げた名牝カーリングという良血馬だったため、種牡馬入りを果たした。
本馬は2010年3月10日に社台ファームで生まれ、「ステレオタイプの10」として社台グループオーナーズで総額1000万円（1口100万円）を出資条件に募集された。

### 2歳（2012年）
2012年6月24日の函館芝1200mの新馬戦で村田一誠を鞍上にデビュー。1番人気に応えデビュー戦を勝利で飾った。
2戦目の函館2歳ステークスでは14番人気と人気は薄かったが、4着と健闘する。3戦目のクローバー賞では2番人気で3着、続く札幌2歳ステークスでは1着のコディーノから0.7秒差の4着だった。
その後休養に入るが、この期間に馬体重が増え、ワールドスーパージョッキーズシリーズの海外招待騎手として来日していたミルコ・デムーロに乗り替わった5戦目のベゴニア賞（500万下）では、1分33秒6の2歳コースレコードで勝利した。
12月16日の朝日杯フューチュリティステークスでは6分の5の抽選を突破して出走。単勝7番人気、7枠14番と外枠だったが、スタートして1000m通過57秒3というハイペースの中3番手につけ、最後の直線では伸びてきた1番人気のコディーノとマッチレースになりながらクビ差でしのぎ、重賞初勝利をGI初制覇によって挙げた。勝ち時計は2004年のマイネルレコルトに並ぶレースレコードタイだった。
この活躍で2012年度のJRA賞最優秀2歳牡馬に選出された。

### 3歳（2013年）
2歳チャンピオンとなった初戦の3月17日のスプリングステークスではクリスチャン・デムーロに乗り替わり、好位から早めに抜け出し、2着のタマモベストプレイに1馬身半差をつけて優勝した。
4月14日の皐月賞ではミルコ・デムーロに手が戻り、中団追走から第4コーナーで前へ出ると、直線でエピファネイアと競り合ったが1/2馬身差をつけ1分58秒0のレコードタイムで勝利し、2つ目のGIタイトルを獲得した。なお2歳王者がクラシックを勝つのは、ナリタブライアン以来19年ぶりだった。
クラシック牡馬2冠目を目指した東京優駿では再びクリスチャン・デムーロが騎乗したが、距離の影響もありキズナの5着に敗れて連勝は4で止まった。
約2ヶ月間隔を空けて迎えた函館の札幌記念は村田一誠が騎乗したが、重馬場に苦しんで5着に敗れた。このレース当日の重馬場が影響し、左後肢に疲労が残ってしまったため予定していた毎日王冠から天皇賞（秋）のローテーションを白紙に戻して山元トレーニングセンターに放牧に出された。

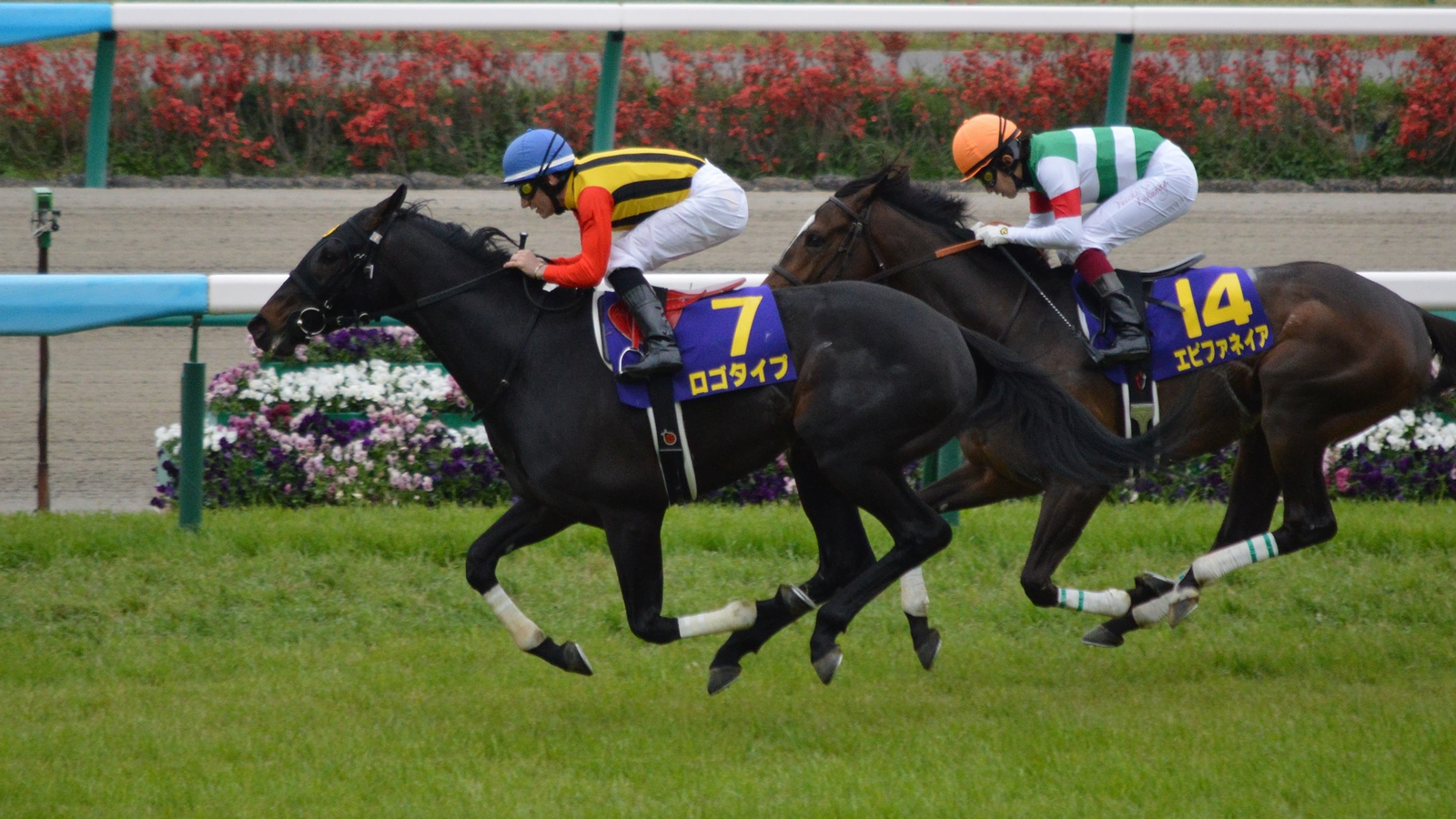
皐月賞
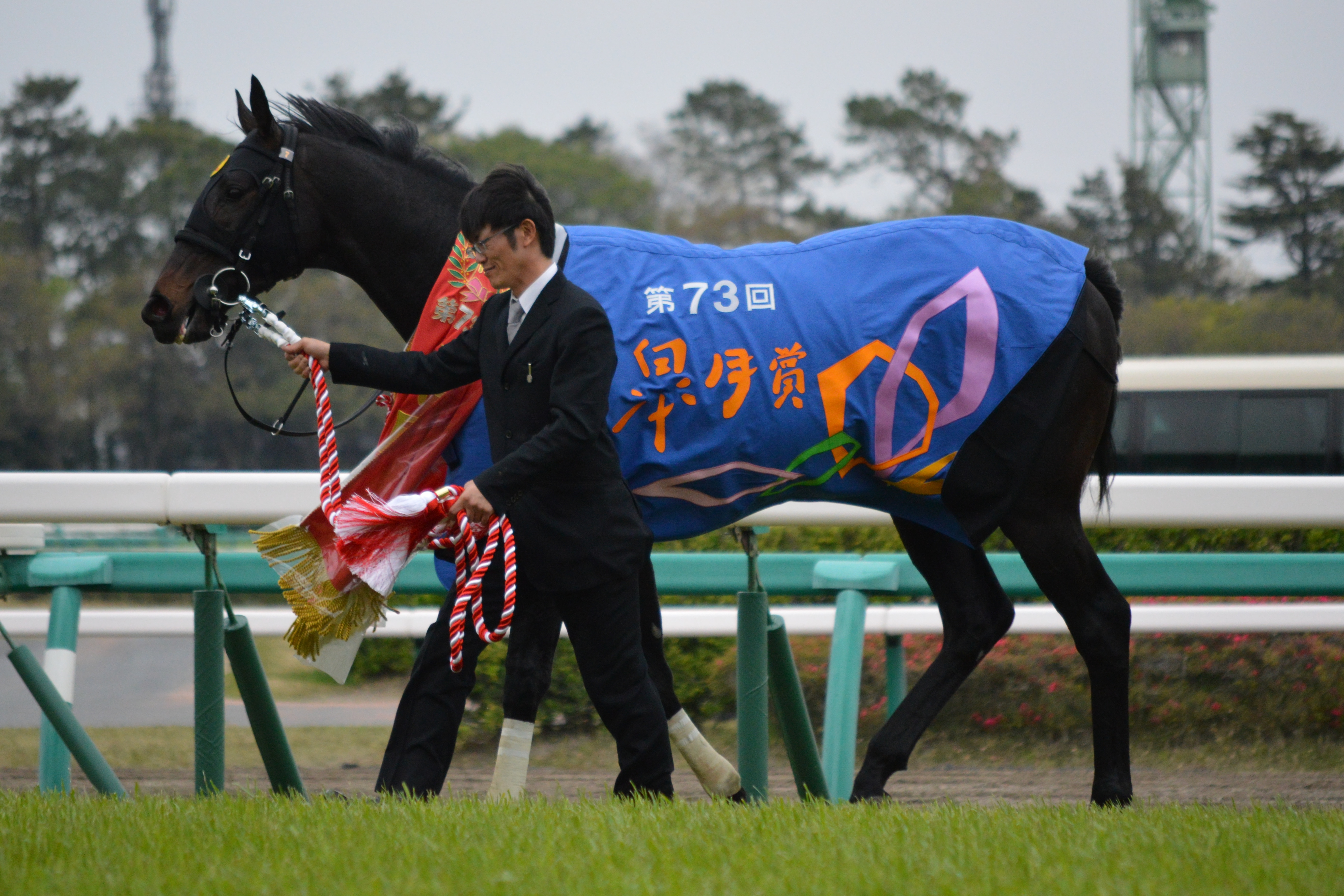
表彰式

### 4歳（2014年）
休み明けとなった中山記念はジャスタウェイの3着に健闘した。その後、ドバイデューティフリーに参戦するも結果は6着だった。
帰国後、8月の札幌記念は道中2番手を追走するもハープスター、ゴールドシップの末脚に抵抗できず8着に終わる。
秋に入り毎日王冠は好位追走も伸びに欠け6着、マイルチャンピオンシップは7着となった。同期のキズナの話題性、エピファネイアがジャパンカップを勝った中、唯一目立った活躍は無くこの年を終える。

### 5歳（2015年）
初戦の中山金杯は1番人気に推されたが、後の天皇賞馬ラブリーデイに、自身が2013年の皐月賞で記録した中山2000mのレコード記録を塗り替えられる走りで2着に敗れた。
2月1日、ダート適性を試すべく根岸ステークスに挑戦し、見せ場を作り健闘したものの8着に敗れた。
その後は芝に戻り、中山記念に出走し番手追走から抜け出しを図るがヌーヴォレコルトのイン強襲もあり惜しくも2着に敗れるも復調の気配はあった。
4月5日、福永祐一が騎乗した大阪杯では不良馬場の影響でラキシスの5着に敗れる。
その後、休養を挟み9月のオールカマーで始動。3歳時の皐月賞以来約2年半ぶりにミルコ・デムーロが手綱をとったが、距離延長が響き中山で初めて馬券圏外の4着に終わる。続く富士ステークスは外差し馬場の中、先行で粘りダノンプラチナの3着に入るも、11月のマイルチャンピオンシップは外枠が仇となり9着に敗れ、この年も未勝利で終える。

### 6歳（2016年）
年内初戦の中山記念は新たに田辺裕信を鞍上に迎え、自身の他にドゥラメンテ、イスラボニータと皐月賞馬3頭が揃うメンバー構成であったが、前半の変則的なペースに巻き込まれドゥラメンテの7着と惨敗。この結果を踏まえ当初オーストラリアへ遠征を予定していたが見送り、国内での参戦を決定。前年出走した大阪杯ではなくマイル路線に挑みダービー卿CTに出走。道中3番手から4角で仕掛け、そのまま抜け出しを図るもインをすくったマジックタイムに交わされ2着に惜敗したが、前年の中山記念以来の連対を確保した。
6月5日、安田記念では当日12頭中8番人気と伏兵扱いだった。鞍上は今年の中山記念より手綱を握った田辺裕信で継続した。まずまずのスタートから、札幌2歳ステークス以来の逃げ策を図ると、前半1000mを59.1秒のスローペースで進め、有力馬の折り合いを欠かせる。そして直線に入ると圧倒的1番人気のモーリスの動きを各馬が徹底マークする中、自分のペース・タイミングで突き放し食い下がるモーリス以下を完封、2013年の皐月賞以来3年2か月ぶりとなる勝利を手にした。
秋に入り、毎日王冠は8着に敗れるも、続く天皇賞（秋）は差し馬が台頭する中、先行策で粘り5着と健闘。そして、香港に遠征し12月の香港マイルに出走するも出遅れが響き5着だった。

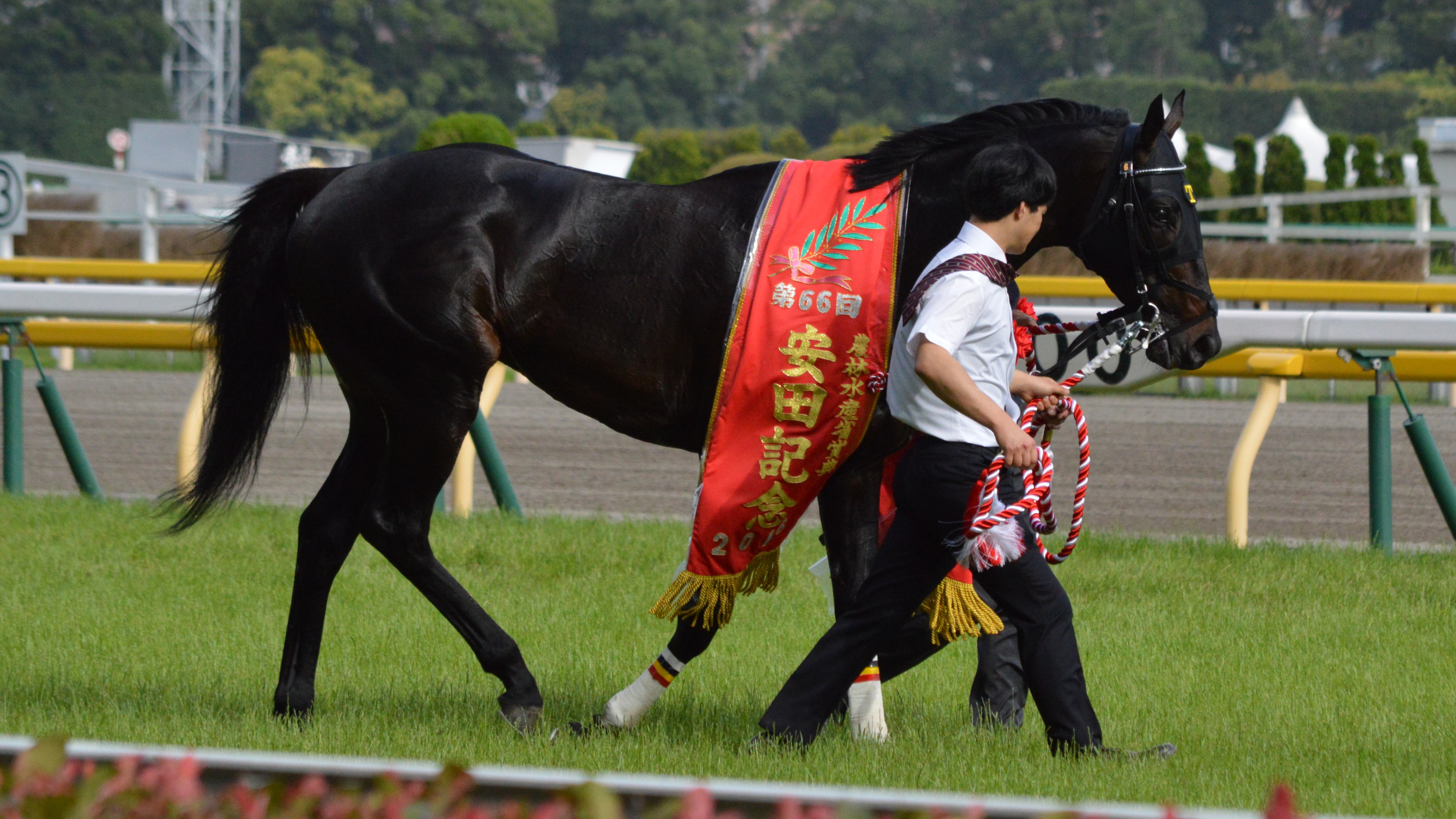
安田記念表彰式/優勝レイ
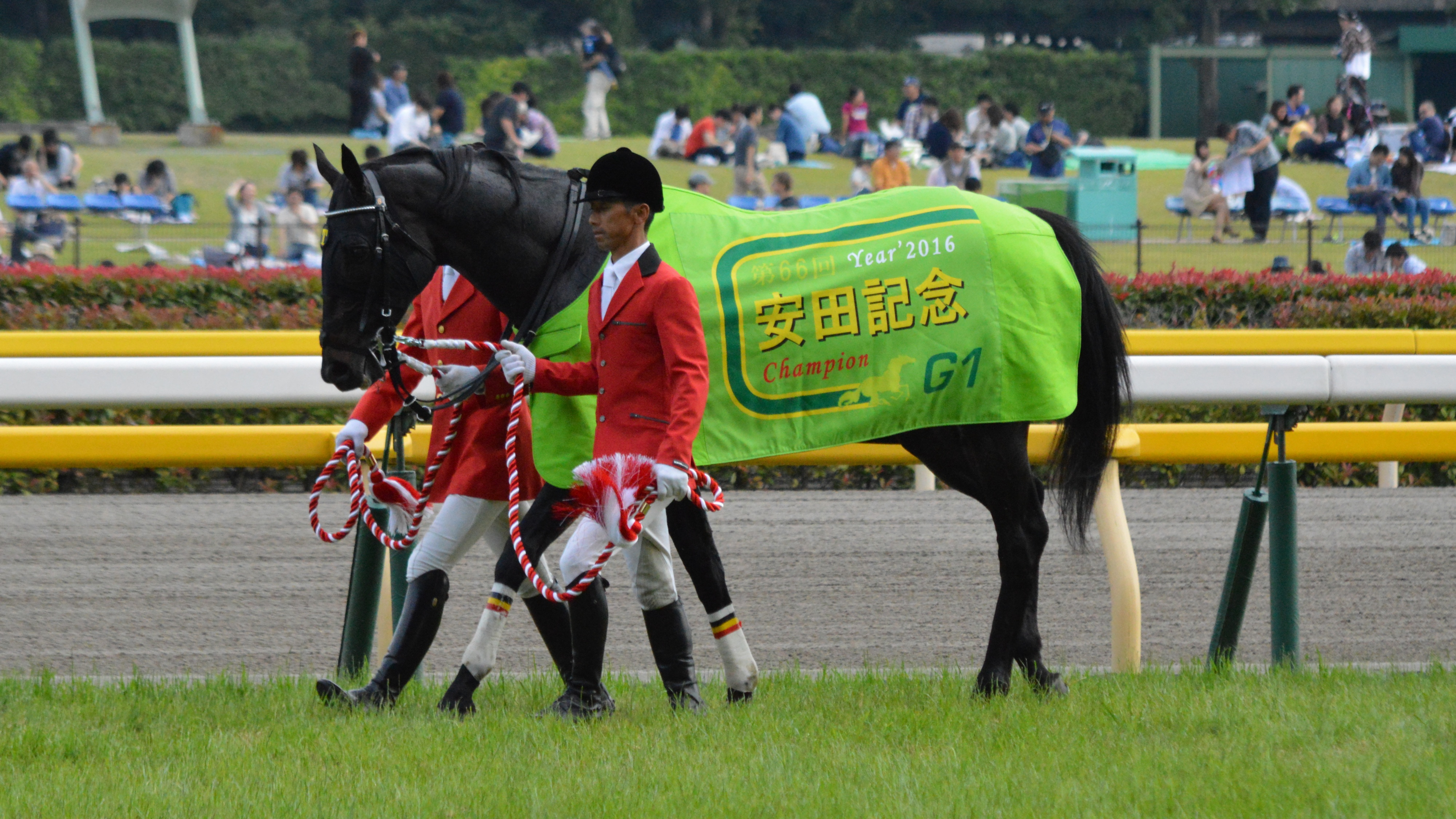
安田記念表彰式/馬服

### 7歳（2017年）
2017年初戦は4年連続での出走となった中山記念で直線一旦先頭に立つもネオリアリズムの3着となる。次に予定していたダービー卿CTはフレグモーネ発症により回避。連覇をかけて挑んだ安田記念は道中軽快に逃げ、直線で懸命に粘るもサトノアラジンにかわされ2着に敗れる。しかし、先行勢が軒並み直線で脱落する中、ただ1頭粘って2着に入り、モーリスを破ったことはフロックでは無いことを証明した。
秋に入り、富士ステークスでの復帰を予定していたが背腰の張りで回避し、山元トレーニングセンターで調整されていたが、症状は回復せずさらに悪化した様子があったため、10月27日に現役を引退することが発表された。引退後は社台スタリオンステーションで種牡馬となった。

## 競走成績
| 競走日     | 競馬場   | 競走名       | 格      | 距離（馬場）  | 頭 数 | 枠 番 | 馬 番 | オッズ （人気） | 着順 | タイム （上り3F） | 着差  | 騎手       | 斤量 | 1着馬（2着馬）         |
| ---------- | -------- | ------------ | ------- | ------------- | ----- | ----- | ----- | --------------- | ---- | ----------------- | ----- | ---------- | ---- | ---------------------- |
| 2012.06.24 | 函館     | 2歳新馬      |         | 芝1200m（良） | 08    | 7     | 7     | 001.90（1人）   | 01着 | R1:13.1（35.6）   | -0.0  | 村田一誠   | 54kg | （グラマラスグロウ）   |
| 0000.07.14 | 函館     | 函館2歳S     | GIII    | 芝1200m（良） | 16    | 4     | 7     | 071.1（14人）   | 04着 | R1:10.5（36.0）   | -0.1  | 村田一誠   | 54kg | ストークアンドレイ     |
| 0000.08.04 | 札幌     | クローバー賞 | OP      | 芝1500m（良） | 13    | 6     | 9     | 006.40（2人）   | 03着 | R1:30.0（35.2）   | -0.2  | 村田一誠   | 54kg | アットウィル           |
| 0000.09.01 | 札幌     | 札幌2歳S     | GIII    | 芝1800m（良） | 14    | 2     | 2     | 047.50（8人）   | 04着 | R1:49.2（35.6）   | -0.7  | 村田一誠   | 54kg | コディーノ             |
| 0000.11.25 | 東京     | ベゴニア賞   | 500万下 | 芝1600m（良） | 16    | 1     | 1     | 005.60（4人）   | 01着 | R1:33.6（34.0）   | -0.2  | M.デムーロ | 55kg | （マンボネフュー）     |
| 0000.12.16 | 中山     | 朝日杯FS     | GI      | 芝1600m（良） | 16    | 7     | 14    | 034.50（7人）   | 01着 | R1:33.4（36.1）   | -0.0  | M.デムーロ | 55kg | （コディーノ）         |
| 201303.17  | 中山     | スプリングS  | GII     | 芝1800m（良） | 16    | 3     | 5     | 003.40（1人）   | 01着 | R1:47.8（35.2）   | -0.2  | C.デムーロ | 56kg | （タマモベストプレイ） |
| 0000.04.14 | 中山     | 皐月賞       | GI      | 芝2000m（良） | 18    | 4     | 7     | 003.70（1人）   | 01着 | R1:58.0（35.3）   | -0.1  | M.デムーロ | 57kg | （エピファネイア）     |
| 0000.05.26 | 東京     | 東京優駿     | GI      | 芝2400m（良） | 18    | 4     | 8     | 003.00（2人）   | 05着 | R2:24.6（34.5）   | -0.3  | C.デムーロ | 57kg | キズナ                 |
| 0000.08.18 | 函館     | 札幌記念     | GII     | 芝2000m（重） | 16    | 6     | 11    | 002.60（1人）   | 05着 | R2:08.6（41.3）   | -2.1  | 村田一誠   | 54kg | トウケイヘイロー       |
| 201403.02  | 中山     | 中山記念     | GII     | 芝1800m（稍） | 15    | 3     | 5     | 006.20（3人）   | 03着 | R1:50.4（37.1）   | -0.6  | C.デムーロ | 58kg | ジャスタウェイ         |
| 0000.03.29 | メイダン | ドバイDF     | G1      | 芝1800m（良） |       |       | 12    | 0000.0（6人）   | 06着 |                   |       | C.デムーロ | 57kg | Just a Way             |
| 0000.08.24 | 札幌     | 札幌記念     | GII     | 芝2000m（良） | 14    | 1     | 1     | 008.60（4人）   | 08着 | R2:00.7（37.7）   | -1.6  | 村田一誠   | 57kg | ハープスター           |
| 0000.10.12 | 東京     | 毎日王冠     | GII     | 芝1800m（良） | 15    | 8     | 14    | 009.50（6人）   | 06着 | 01:45.6（33.9）   | -0.4  | 三浦皇成   | 57kg | エアソミュール         |
| 0000.11.23 | 京都     | マイルCS     | GI      | 芝1600m（良） | 17    | 5     | 10    | 013.40（5人）   | 07着 | 01:32.0（34.9）   | -0.5  | C.ルメール | 57kg | ダノンシャーク         |
| 201501.04  | 中山     | 中山金杯     | GIII    | 芝2000m（良） | 17    | 2     | 4     | 004.40（1人）   | 02着 | 01:58.0（34.6）   | -0.2  | C.デムーロ | 58kg | ラブリーデイ           |
| 0000.02.01 | 東京     | 根岸S        | GIII    | ダ1400m（重） | 16    | 1     | 1     | 005.70（3人）   | 08着 | 01:23.9（35.8）   | -0.5  | C.デムーロ | 58kg | エアハリファ           |
| 0000.03.01 | 中山     | 中山記念     | GII     | 芝1800m（稍） | 11    | 6     | 7     | 003.40（2人）   | 02着 | 01:50.3（35.8）   | -0.0  | C.デムーロ | 57kg | ヌーヴォレコルト       |
| 0000.04.05 | 阪神     | 大阪杯       | GII     | 芝2000m（不） | 14    | 6     | 9     | 009.70（3人）   | 05着 | 02:04.0（38.0）   | -1.1  | 福永祐一   | 57kg | ラキシス               |
| 0000.09.27 | 中山     | オールカマー | GII     | 芝2200m（良） | 15    | 4     | 6     | 004.10（2人）   | 04着 | 02:12.4（35.0）   | -0.5  | M.デムーロ | 57kg | ショウナンパンドラ     |
| 0000.10.24 | 東京     | 富士S        | GIII    | 芝1600m（良） | 16    | 7     | 14    | 009.50（3人）   | 03着 | 01:32.9（33.8）   | -0.2  | M.デムーロ | 58kg | ダノンプラチナ         |
| 0000.11.22 | 京都     | マイルCS     | GI      | 芝1600m（良） | 18    | 8     | 17    | 024.40（8人）   | 09着 | 01:33.4（34.0）   | -0.6  | 浜中俊     | 57kg | モーリス               |
| 2016.02.28 | 中山     | 中山記念     | GII     | 芝1800m（良） | 11    | 3     | 3     | 009.90（5人）   | 07着 | 01:46.6（35.3）   | -0.7  | 田辺裕信   | 57kg | ドゥラメンテ           |
| 0000.04.03 | 中山     | ダービー卿CT | GIII    | 芝1600m（良） | 16    | 7     | 14    | 010.70（4人）   | 02着 | 01:32.8（34.2）   | -0.0  | 田辺裕信   | 58kg | マジックタイム         |
| 0000.06.05 | 東京     | 安田記念     | GI      | 芝1600m（良） | 12    | 5     | 6     | 036.90（8人）   | 01着 | 01:33.0（33.9）   | -0.2  | 田辺裕信   | 58kg | （モーリス）           |
| 0000.10.9  | 東京     | 毎日王冠     | GII     | 芝1800m（稍） | 12    | 7     | 9     | 008.10（5人）   | 08着 | 01:47.6（35.1）   | -1.0  | 田辺裕信   | 58kg | ルージュバック         |
| 0000.10.30 | 東京     | 天皇賞（秋） | GI      | 芝2000m（良） | 15    | 3     | 5     | 043.20（9人）   | 05着 | 01:59.9（34.5）   | -0.6  | 田辺裕信   | 58kg | モーリス               |
| 0000.12.11 | 沙田     | 香港マイル   | G1      | 芝1600m（良） | 14    | 2     | 3     | 013.00（6人）   | 05着 | 01.33.68          | -0.20 | M.デムーロ | 57kg | Beauty Only            |
| 2017.02.26 | 中山     | 中山記念     | GII     | 芝1800m（良） | 11    | 7     | 9     | 015.20（7人）   | 03着 | 01:47.8（34.5）   | -0.2  | 田辺裕信   | 58kg | ネオリアリズム         |
| 0000.06.04 | 東京     | 安田記念     | GI      | 芝1600m（良） | 18    | 8     | 16    | 014.60（8人）   | 02着 | 01:31.5（34.4）   | -0.0  | 田辺裕信   | 58kg | サトノアラジン         |

- タイム欄のRはレコード勝ちを示す。
- 競走馬成績と情報 netkeiba

## 種牡馬成績
2018年から社台スタリオンステーションで種牡馬入り。初年度の種付け料は80万円で、種付け数は97頭だった。
2021年に初年度産駒がデビュー。6月27日札幌競馬5R新馬戦（芝1200m）でラブリイユアアイズが産駒の初勝利を挙げると、同馬は続く8月22日札幌競馬9Rクローバー賞で産駒初のオープン勝ちを果たした。
2年目の産駒からは2022年10月にベラジオソノダラブが兵庫若駒賞を無敗の3連勝で優勝し、産駒初の重賞勝利を挙げている。翌2023年の兵庫チャンピオンシップではミトノオーがベラジオソノダラブらを退け優勝し、これが産駒初のグレード重賞優勝となった。
2023年からは北海道新ひだか町のレックススタッドで繋養される。

### 主な産駒

#### グレード制重賞優勝馬
- 2020年産
  - ミトノオー（2023年兵庫チャンピオンシップ、2024年平安ステークス)[74]

#### 地方重賞優勝馬
- 2020年産
  - ベラジオソノダラブ（2022年兵庫若駒賞、2023年兵庫ユースカップ、菊水賞）[75]

## 血統表
| ロゴタイプの血統            | ロゴタイプの血統                                     | ロゴタイプの血統            | （血統表の出典）            | （血統表の出典） |
| 父系                        | サドラーズウェルズ系                                 | サドラーズウェルズ系        | サドラーズウェルズ系        |                  |
| 父 ローエングリン 1999 栗毛 | 父の父Singspiel 1992 鹿毛                            | In the Wings                | Sadler's Wells              | Sadler's Wells   |
| 父 ローエングリン 1999 栗毛 | 父の父Singspiel 1992 鹿毛                            | In the Wings                | High Hawk                   |                  |
| 父 ローエングリン 1999 栗毛 | 父の父Singspiel 1992 鹿毛                            | Glorious Song               | Halo                        | Halo             |
| 父 ローエングリン 1999 栗毛 | 父の父Singspiel 1992 鹿毛                            | Glorious Song               | Ballade                     |                  |
| 父 ローエングリン 1999 栗毛 | 父の母*カーリング Carling 1992 黒鹿毛                | Garde Royale                | Mill Reef                   | Mill Reef        |
| 父 ローエングリン 1999 栗毛 | 父の母*カーリング Carling 1992 黒鹿毛                | Garde Royale                | Royal Way                   |                  |
| 父 ローエングリン 1999 栗毛 | 父の母*カーリング Carling 1992 黒鹿毛                | Corraleja                   | Carvin                      | Carvin           |
| 父 ローエングリン 1999 栗毛 | 父の母*カーリング Carling 1992 黒鹿毛                | Corraleja                   | Darling Dale                |                  |
| 母 ステレオタイプ 2002 鹿毛 | 母の父*サンデーサイレンス Sunday Silence 1986 青鹿毛 | Halo                        | Hail to Reason              | Hail to Reason   |
| 母 ステレオタイプ 2002 鹿毛 | 母の父*サンデーサイレンス Sunday Silence 1986 青鹿毛 | Halo                        | Cosmah                      |                  |
| 母 ステレオタイプ 2002 鹿毛 | 母の父*サンデーサイレンス Sunday Silence 1986 青鹿毛 | Wishing Well                | Understanding               | Understanding    |
| 母 ステレオタイプ 2002 鹿毛 | 母の父*サンデーサイレンス Sunday Silence 1986 青鹿毛 | Wishing Well                | Mountain Flower             |                  |
| 母 ステレオタイプ 2002 鹿毛 | 母の母スターバレリーナ 1990 鹿毛                     | Risen Star                  | Secretariat                 | Secretariat      |
| 母 ステレオタイプ 2002 鹿毛 | 母の母スターバレリーナ 1990 鹿毛                     | Risen Star                  | Ribbon                      |                  |
| 母 ステレオタイプ 2002 鹿毛 | 母の母スターバレリーナ 1990 鹿毛                     | *ベリアーニ                 | Nureyev                     | Nureyev          |
| 母 ステレオタイプ 2002 鹿毛 | 母の母スターバレリーナ 1990 鹿毛                     | *ベリアーニ                 | Eleven Pleasures            |                  |
| 母系(F-No.)                 | ベリアーニ系(FN:8-k)                                 | ベリアーニ系(FN:8-k)        | ベリアーニ系(FN:8-k)        | [ § 2 ]          |
| 5代内の近親交配             | Halo4×3、Northern Dancer5×5                          | Halo4×3、Northern Dancer5×5 | Halo4×3、Northern Dancer5×5 | [ § 3 ]          |
| 出典                        | 1. 2. 3.                                             | 1. 2. 3.                    | 1. 2. 3.                    | 1. 2. 3.         |

- 祖母のスターバレリーナはローズステークスの勝ち馬。母の兄弟にダート重賞2勝のアンドゥオール、中日新聞杯勝ちのグランパドドゥとその仔で2012サマースプリントチャンピオンのパドトロワがいる。
- 近親に函館スプリントステークス勝ちのアグネスラズベリがいる。